# 斐迪南一世 (那不勒斯)
斐迪南一世 （義大利語：Ferrante I di Napoli，1424年6月2日—1494年1月25日），又稱「費蘭特」，是那不勒斯王国国王，1458年至1494年在位。他是亞拉岡國王阿方索五世的私生子。

## 生平

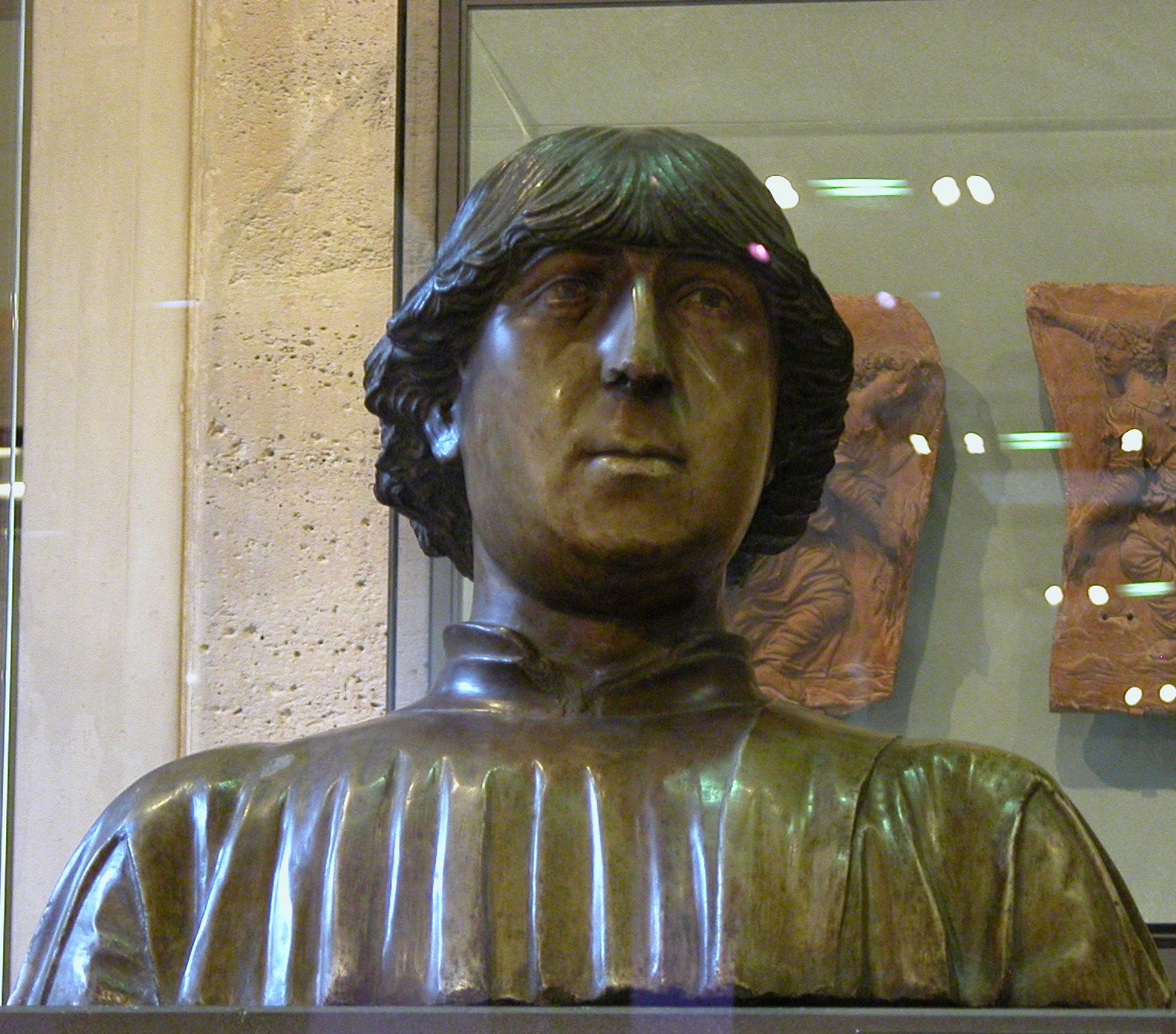
那不勒斯國王斐迪南一世的當代半身像

斐迪南的母亲是Gueraldona Carlino。为了让斐迪南有一个好的未来，1444年，阿方索国王让斐迪南娶了Clermont的伊萨贝拉。雖然阿方索相信自己是斐迪南的生父，但當代很多人認為斐迪南根本不是阿方索的私生子，造成永遠無法釐清的身世爭議。
根据其父亲的遗嘱，斐迪南于1458年继承了那不勒斯的王位。在他統治期間，當地安茹派的貴族又開始抬頭並蠢動了，「安茹派」由名門奧爾西尼家族領導，起兵反抗斐迪南，並請求前國王安茹的勒內回到故土。於是1459年開始，安茹的勒內派長子洛林公爵約翰從法國前來，爭奪斐迪南的那不勒斯。1460年安茹的約翰在熱那亞（已由法軍征服）提供的艦隊支援下擊敗了斐迪南，但斐迪南在義大利強國如米蘭公爵弗朗切斯科一世·斯福爾扎、教宗庇護二世的支持下反敗為勝，米蘭公爵因為法軍已從佔領的阿斯蒂和熱那亞威脅米蘭，高呼要把法國人攆出義大利；庇護二世更說：「只要法國人獲得那不勒斯，義大利就失去了自由，捍衛斐迪南，就是捍衛義大利自身」。援軍特別是1462年米蘭軍及阿爾巴尼亞反土耳其英雄斯坎德培的到來最為關鍵，1462年約翰及安茹派的皮奇尼諾（僱傭兵將軍）先在普利亞被擊敗，遂讓斐迪南在1464年重建統治，並在1465年徹底擊敗約翰二世。

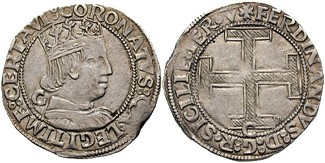
斐迪南一世發行的錢幣

但是斐迪南鎮壓安茹派的貴族及嚴厲高壓的統治，如限制貴族特權並逮捕其領袖，重新激起貴族的叛變（1486-1487年）；貴族叛亂雖又被國王鎮壓下去，但是斐迪南對安茹派採取背信棄義的殘酷手段，造成了新的怨恨。譬如他用假意的和解引誘敵對派的貴族，為他們設下豐盛的宴席，卻在甜食之後捕獲貴族，將他們或殺害或監禁。當時廣泛傳言說，被監禁的有人餓死在地牢中，有人被關在籠裡以便取樂。而他將這些受迫而死的貴族屍體塗上防腐香料，替他們穿上生前所愛的華麗衣著，讓他們像木乃伊似的保存在他的博物館裡。因此，貴族中的顯要人士逃到法國去訴說那不勒斯的怨言，並向法王查理八世保證當法軍進入那不勒斯時，他們將會倒戈相迎而送上國土。於是當斐迪南於1494年1月去世時，法王查理八世的入侵準備已經就緒了。
1478年他曾和教宗西斯都四世結盟入侵佛羅倫斯共和國，但因豪華者羅倫佐孤身犯難至那不勒斯跟斐迪南協商成功，達成了光榮的和平。
斐迪南是個有天賦的政治家，擁有極大的勇氣和真正的政治能力，但他的統治技巧卻充滿陰沉和災難性的惡意。他用高壓的苛政及不公義的壟斷手法來充實國庫，一方面強化了專制王權，一方面也種下以暴制暴的更多仇恨。1494年他留下枯竭的財政過世後，由其子阿方索繼承王位，並很快在1495年被法王查理八世的大軍趕跑，同年死於西西里島。